# Lower Huia Reservoir
Das Lower Huia Reservoir ist ein Stausee im Waitākere Ward des Auckland Council auf der Nordinsel von Neuseeland.

## Geographie
Das Lower Huia Reservoir, das mit anderen Reservoirs in der Gegend der Trinkwasserversorgung von Auckland und seiner Region dient, befindet sich rund 4,5 km nordnordöstlich des Manukau Entrance zum Manukau Harbour und rund 12,5 km südwestlich von New Lynn, einem südwestlich liegenden Stadtteil der Stadt Auckland. Der rund 47 Hektar große See besitzt einige kleine Verzweigungen und Windungen, die dem See einer Uferlänge von rund 6,95 km bescheren. Seine Gesamtlänge, Windungen mit eingerechnet, kommt auf 2,31 km bei einer Nord-Süd-Ausdehnung und die maximale Breite des Sees misst rund 460 m in Westnordwest-Ostsüdost-Richtung. Die tiefste Stelle des Sees wurde mit 33,5 m ermittelt.
Gespeist wird das Lower Huia Reservoir vom Huia Stream und verschiedenen Streams beidseits des Sees. Der Abfluss erfolgt ebenfalls über den Huia Stream, der nach rund einem Kilometer südlich in die Huia Bay mündet. Die Bucht selbst öffnet sich dann nach rund 1,3 km zum Manukau Harbour.

## Absperrbauwerk
Das Absperrbauwerk wurde in den Jahren 1967 bis 1971 über eine Konstruktion aus Beton, Steinen und Erde errichtet, besitzt eine Kronenlänge von 366 m und ragt über 39,6 m in die Höhe. Es wurde dafür Baumaterial von einem Volumen von insgesamt 916.800 km³ verbaut. Der Überlauf des Bauwerks befindet sich auf der östlichen Seite und ist als Fallrohr ausgeführt.

## Trinkwasserversorgung
Die Stauseen der Upper- und Lower Huia Reservoirs und die der Upper- und Lower Nihotupu Reservoirs machen fast 20 % der Wasserversorgung von Auckland aus. Der Wasserstand des Sees variierte im Jahr 2008 über das Jahr hin um 11,5 m.